# René-Pierre Bille
René-Pierre Bille, né à Lausanne en 1915 et mort à Sierre le 2 avril 2006, est un cinéaste et photographe animalier suisse. Il est le fils du peintre Edmond Bille, le frère de l'écrivaine S. Corinna Bille et le beau-frère du poète Maurice Chappaz.

## Biographie
René-Pierre Bille passe son enfance entre la ville de Sierre et le village de Chandolin, en Valais. Il effectue ses études secondaires à Sion et Neuchâtel. À l'âge de 18-19 ans, il voyage à travers l'Europe et plus particulièrement au Portugal pour aider les paysans. En 1943, il s'établit à Chandolin, où il vit de la nature et du braconnage. Il se met à la photographie en 1948, puis au cinéma en 1954, pour observer la nature et la faune sauvage alpine. En 1953, il épouse Thérèse Lepers avec qui il aura trois enfants.
En 1958, il présente pour la première fois son film Le monde sauvage de l'Alpe et participe au cycle Film-conférence de Connaissance du Monde. Il s'est également passionné pour la faune et la flore de la plus grande pinède d'Europe, le bois de Finges. René-Pierre Bille était un ami d'Ella Maillart qui demeurait à Chandolin la moitié de l'année. Tout comme elle, il a été nommé Bourgeois d'Honneur de Chandolin.

## Citation
En 1975, René-Pierre Bille disait : « En l'an 2000, nous serons huit milliards sur Terre. C'est pourquoi je pense que de grandes catastrophes interviendront avant. Sous quelle forme? Microbienne? Guerre? Manque de nourriture? Je n'en sais rien. La civilisation finira par se détruire elle-même. Je trouve cela tragique pour la jeune génération ».

## Publications
- La faune de la montagne, Éditions La Toison d'Or, 1954
- Les animaux de montagne, Éditions Denoël, 1974
- Un braconnier d'images en montagne Éditions Rossel, 1974
- L'aventure de Chandolin, Éditions 24 heures, 1983
- Trésors naturels du bois de Finges, Éditions SSTMRS, 1986, avec Philippe Werner
- Des animaux plein les yeux, Éditions Ketty et Alexandre, Chapelle-sur-Moudon, 1993

## Films
- Le monde sauvage de l'Alpe, 1958
- Des animaux plein les yeux, 1998

## Récompenses et distinctions
- 1957, Deuxième grand prix au Festival international du film de montagne de Trente
- 1985, Prix de la Fondation du divisionnaire F.K.Rünzi